# Rannungen
Rannungen ist eine Gemeinde im unterfränkischen Landkreis Bad Kissingen. Die Gemeinde ist Mitglied der Verwaltungsgemeinschaft Maßbach und gehört zur Region Main-Rhön.

## Geografie

### Lage des Ortes
Der Ort liegt auf einer Anhöhe der Wern-Lauer-Platten; die Wern entspringt südwestlich des Dorfes (Augraben in Richtung Pfersdorf). Während das westliche Gemeindegebiet also dem Naturraum des Oberen Werntals zuzuordnen ist, gehört das Waldgebiet Birkenrain im Südosten zum Hesselbacher Waldland. Im Norden schließt sich das Lauertal an.
Ursprünglich soll Rannungen etwas weiter südlich in einer Senke (heute Wiesenstraße) gelegen haben, vielleicht weil an dieser Stelle damals noch ein wasserführender Bach (Leingraben, Oberlauf der Wern) verlief. Erst später seien Kirche, Kirchhof und Adelssitz auf die Anhöhe verlegt worden. Dort bildeten sie noch bis in die zweite Hälfte des 20. Jahrhunderts den nördlichen Abschluss des Dorfes, während sich die Gehöfte nach Süden hin ausbreiteten.

### Gemeindegliederung
Es gibt nur den Gemeindeteil Rannungen.

### Nachbarorte
Nachbarorte sind Pfändhausen (Gemeinde Dittelbrunn), Pfersdorf (Gemeinde Poppenhausen), Rottershausen (Gemeinde Oerlenbach), Poppenlauer (Gemeinde Maßbach), Maßbach und der Brönnhof (gemeindefreies Gebiet).

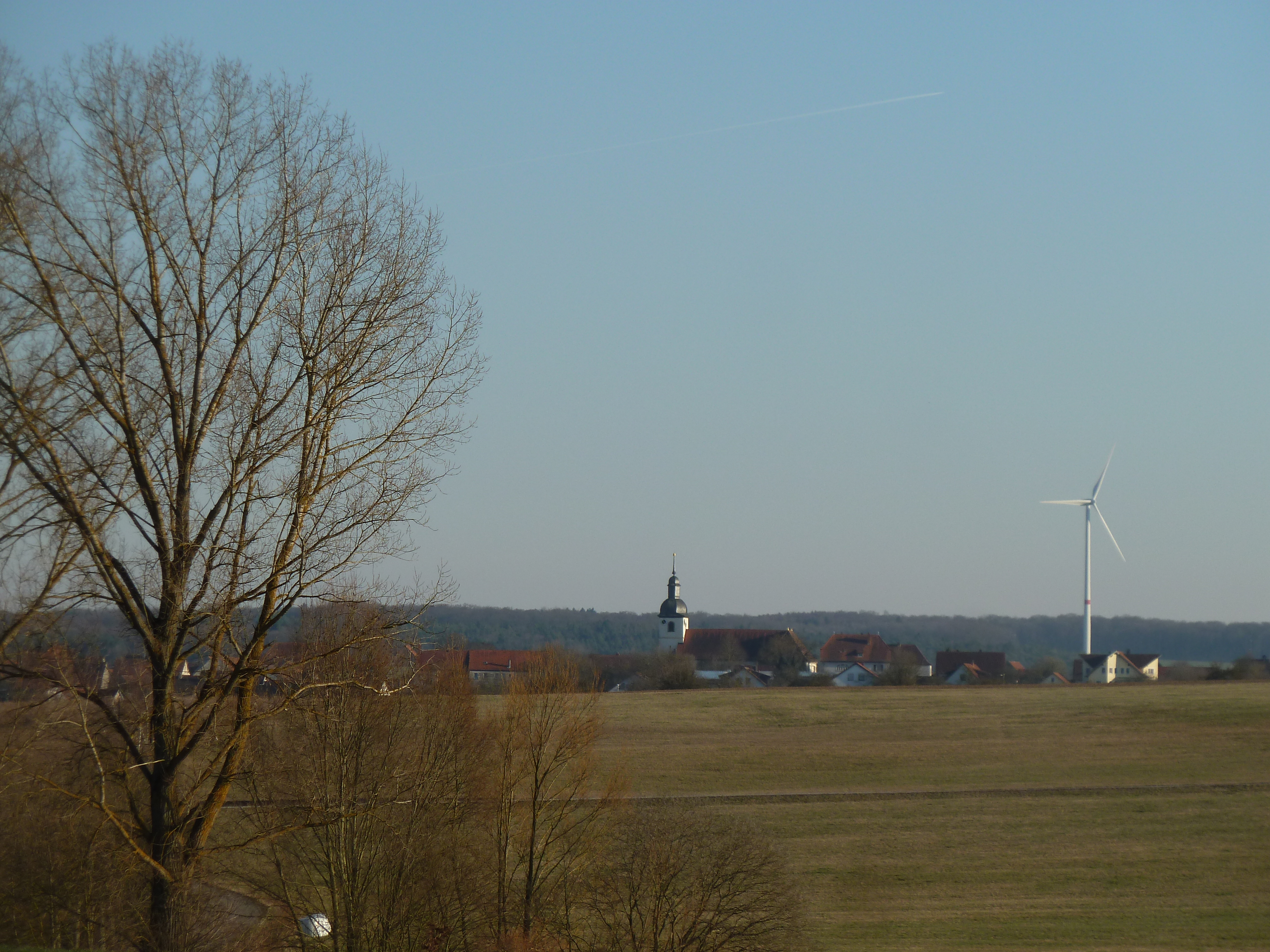
Rannungen

### Geologie
Rannungen liegt auf einer Höhe von 352 m ü. NHN im Gebiet der Wern-Lauer-Platten, die dem schwäbisch-fränkischen Schichtstufenland zuzuordnen sind und als Höhenzug die nordwestliche Grenze des Schweinfurter Beckens bilden. An der Oberfläche stehen im Gebiet Rannungens nur die triassischen Schichten des karstanfälligen Muschelkalks und des Keupers an. Hinzu kommen eiszeitliche Lössablagerungen. Rannungen liegt auf der Wasserscheide zwischen den beiden Flüssen Lauer und Wern.

## Geschichte
Jüngste prähistorische Funde bezeugen, dass der Ort seit der Zeit des Neolithikums durchgehend besiedelt ist (Siedlungen bzw. Gräber der Linearbandkeramik, des Mittelneolithikums, der Urnenfelderzeit, der Hallstattzeit und der jüngeren Latènezeit).
Die erste urkundliche Erwähnung Rannungens als „Hrannunga“ erfolgt in karolingischer Zeit: Im Jahre 772 vermacht Alwalah, ein Geistlicher aus dem Adelsgeschlecht der Mattonen, seinen Besitz in Rannungen in einer Schenkungsurkunde dem Kloster Fulda. Rannungen gehört somit zu den ältesten namentlich bekannten Siedlungen der Gegend. In den folgenden Jahrzehnten taucht der Ort häufig im Zusammenhang mit großzügigen Schenkungen fränkisch-thüringischer Adeliger um Schweinfurt-Geldersheim-Pfersdorf auf, sodass die Wissenschaft von einem profilierten „Rannunger Tradentenkreis“ in diesem Raum spricht. Die Adelsfamilie der Herren von Rannungen (im Umkreis der Henneberger) erscheint ab dem 12. Jahrhundert in einigen Urkunden. An deren Stelle treten bald andere Adelsfamilien wie die Herbilstadt. Im Mittelalter gewinnt aber auch das Hochstift Würzburg immer mehr an Einfluss im Dorf, sodass die Mehrheit der Höfe, die so genannten Würzburger Nachbarn, letztlich dem Hochstift untersteht. Der kleinere Teil der Bevölkerung, die so genannten Edelmännischen, bleibt aber bis zur Gründung des Herzogtums Franken-Toskana bzw. des Königreichs Bayern noch unter adeliger Herrschaft, zuletzt der Herren von Münster. Davon gibt der alte Adelssitz neben der Kirche Zeugnis.
Die Bewohner verdienten ihren Lebensunterhalt von jeher mit der Landwirtschaft. Außerdem wurde vom Mittelalter bis ins 18. Jahrhundert in Rannungen Weinbau betrieben; der „Wengertsweg“ (Weinbergsweg) und die Steinriegel am Hesselberg erinnern daran. In der zweiten Hälfte des 19. Jahrhunderts intensivierte man den Obstbau. Mit der Entstehung der Großindustrie im nahe gelegenen Schweinfurt vergrößerte sich im 20. Jahrhundert stetig die Zahl der Fabrikarbeiter.
Als Schicksalstag ist der Weiße Sonntag, 8. April 1945, in die Geschichte des Dorfes eingegangen, der eigentlich ein Festtag für die Gemeinde sein sollte (feierliche Erstkommunion). Als die US-Truppen von Westen her nach Rannungen vorrückten, stießen sie auf den Widerstand von Einheiten von Wehrmacht und SS, die sich im Hesselberg verschanzt hatten, mit dem Befehl, das Dorf nicht freizugeben. Dadurch kam es während des Nachmittags zu ersten Granateneinschlägen in Rannungen und dem Tod zweier unbeteiligter Frauen. Der hartnäckige Widerstand der SS-Verbände führte schließlich gegen 16.30 Uhr zu einem amerikanischen Fliegerangriff, der eine Brandkatastrophe verursachte. Dabei wurden viele Bauernhäuser und Nebengebäude beschädigt oder zerstört.

### Ortsname
Der Ortsname ist auf das germanische Wort hraban (für Rabe) und das Suffix -ung oder -ing zurückzuführen. Somit könnte Rannungen ein Rabenort oder aber – viel wahrscheinlicher – eine nach einem Hraban benannte Siedlung sein. Der Ortsname ist wohl mit der Sippe des Adeligen Hrabaning in Verbindung zu bringen, der schon 763 in der Schenkungsurkunde von Geldersheim/Pfersdorf als Zeuge erschien, denn zwischen den Tradenten dieser drei Dörfer bestanden laut K. Bosl enge verwandtschaftliche Beziehungen.
Frühere Varianten des Ortsnamens waren „Ramnungen“, „Rammungen“, „Ranning“ oder „Ranningen“. Rannungens Einwohner werden im ostfränkischen Dialekt als „Ranninger“ bezeichnet. In alten Karten wurde der Ort ab dem 17. Jahrhundert fälschlich auch als „Raudingen“ aufgeführt, was auf einen Fehler beim Abschreiben zurückzuführen ist.

### Pfarrei

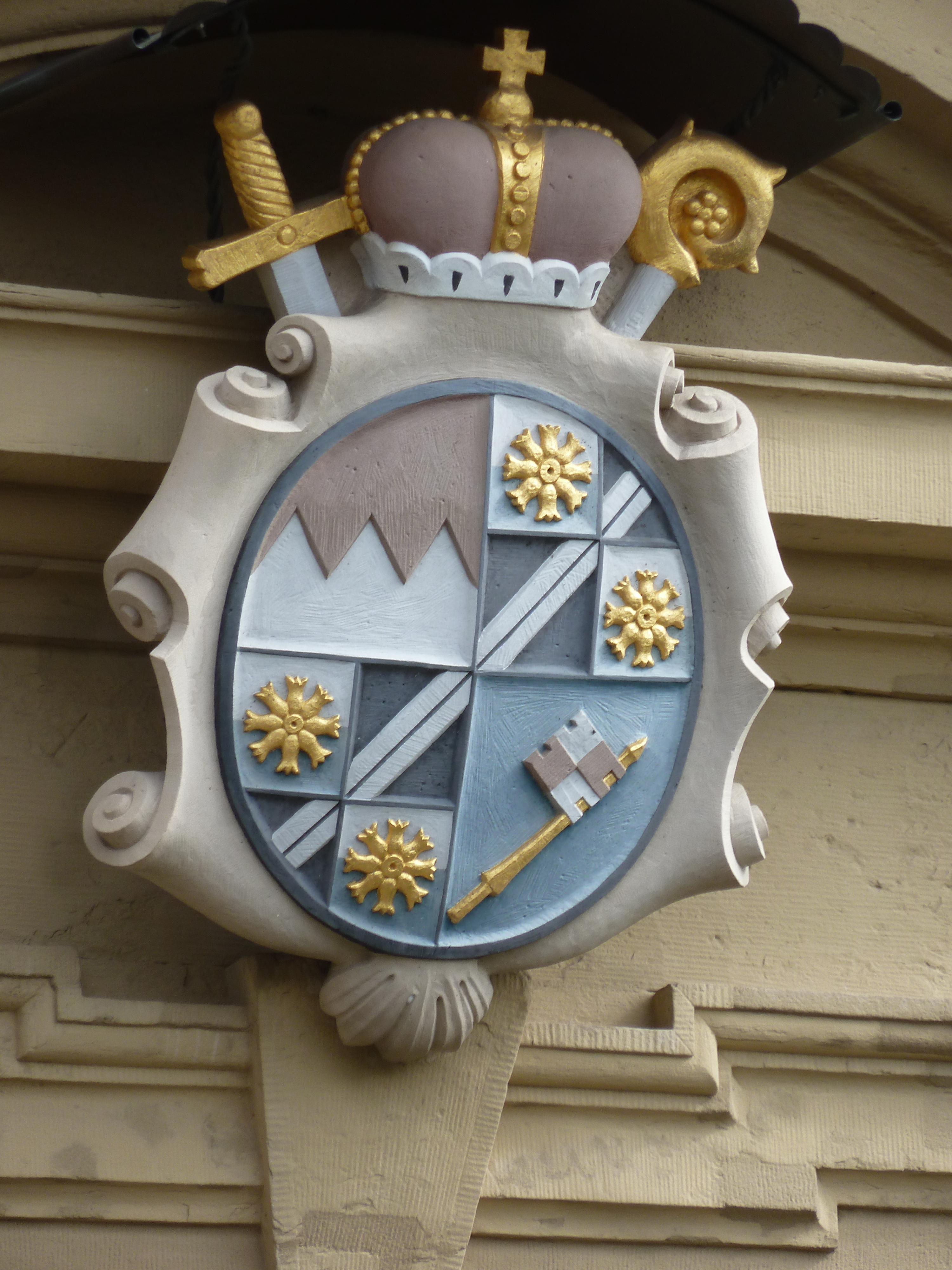
Wappen an der Pfarrkirche (1716)

Schon seit 1187 ist das Dorf als Pfarrsitz nachweisbar; damals wurde ein „Hugo“ als „plebanus“ (Leutpriester) genannt. Über Jahrhunderte gehörten auch die Filialen Rottershausen und Pfändhausen (zeitweise auch Holzhausen), sowie der Brönnhof, die Schwarze Pfütze und der Gressertshof zur Pfarrei. Rannungen St. Bonifatius ist als selbstständige katholische Pfarrei Teil der Pfarreiengemeinschaft Lauertal, die wiederum zum Pastoralen Raum Münnerstadt gehört. Nach der Zugehörigkeit zu den ehemaligen Dekanaten Schweinfurt, Münnerstadt und Geldersheim (Archidiakonat) wurde die Pfarrei in den 1970er-Jahren dem Dekanat Kissingen zugeordnet.

### Einwohnerentwicklung
Derzeit leben in Rannungen 1156 Einwohner (Stand: 31. Dezember 2023).
Quelle: BayLfStat

## Politik

### Bürgermeister
Seit 1. Mai 2002 ist Fridolin Zehner (CSU/Freie Wähler Rannungen) Erster Bürgermeister; dieser wurde am 15. März 2020 mit 84,2 % der Stimmen für weitere sechs Jahre gewählt.

### Gemeinderat
Bei der Kommunalwahl am 15. März 2020 ergab sich folgende Besetzung der zwölf Mandate des Gemeinderats:
|  | CSU/Freie Wähler      | 7 Sitze | (54,33 %) |
|  | Rannunger Bürgerliste | 5 Sitze | (45,67 %) |

Die Sitzverteilung blieb damit unverändert wie in der Amtszeit 2014 bis 2020. Weiteres Mitglied und Vorsitzender des Gemeinderates ist der Bürgermeister.

### Kontroverse um Windkraftanlagen
Der Umgang der Gemeinde Rannungen mit der Windkraft war Thema einer ARD-Fernsehsendung mit dem Titel "Der Kampf um die Windräder". Darin üben die Filmemacher deutliche Kritik an dem Vorgehen der Gemeinde Rannungen.

### Wappen
| Wappen Gde. Rannungen | Blasonierung: „Gespalten; vorne in Silber ein durchgehendes schwarzes Balkenkreuz, hinten mit vier Spitzen gespalten von Rot und Silber.“ |
| Wappen Gde. Rannungen | Wappenbegründung: Im Wappen erinnert das schwarze „fuldische“ Kreuz an die Beziehung des Orts zum Kloster Fulda. Hinten im Wappen steht das Familienwappen der Herren von Herbilstadt, einer fränkischen Adelsfamilie, die mit den Besitzungen des Klosters Fulda im Ort belehnt war. Das Wappen wurde von der Regierung von Unterfranken am 20. Januar 1972 verliehen. |

### Interkommunale Allianz Schweinfurter OberLand
Die Gemeinde ist seit 2014 Mitglied der Interkommunalen Allianz Schweinfurter OberLand, der außerdem die Gemeinden Schonungen, Üchtelhausen, Stadtlauringen, Thundorf in Unterfranken und Maßbach angehören (siehe auch Schweinfurter Rhön).

## Kultur und Sehenswürdigkeiten

### Katholische Pfarrkirche St. Bonifatius
Aufgrund des Bonifatius-Patroziniums und der engen Beziehung des Ortes zu den Mattonen ist anzunehmen, dass Mönche aus Fulda schon bald nach dem Tod des Heiligen eine erste Kirche in Rannungen errichteten. Schriftlich nachweisbar ist Rannungen als Pfarrsitz ab dem Jahr 1187.

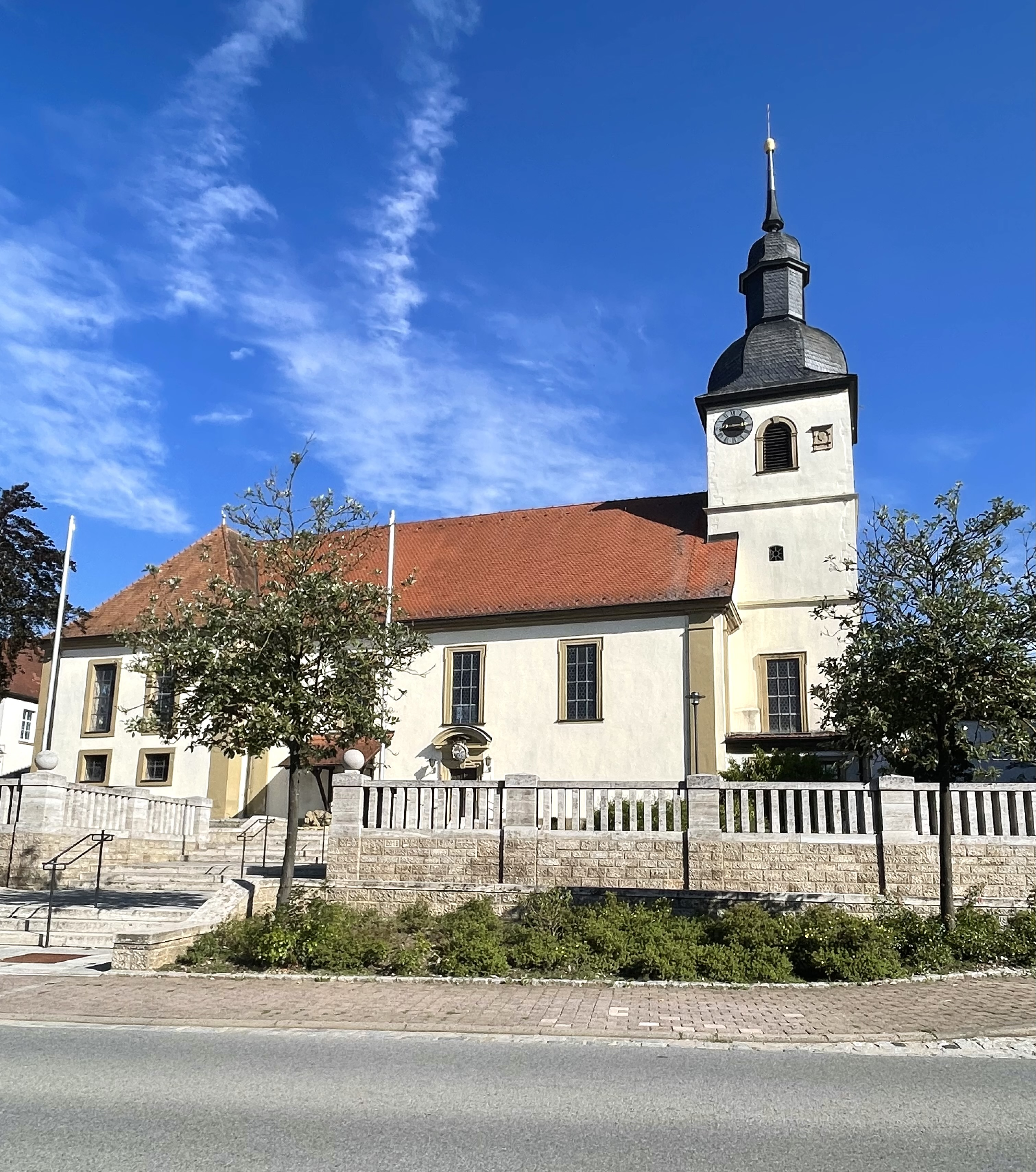
St. Bonifatius (aufgenommen 2023)

Die heutige Pfarrkirche St. Bonifatius geht auf einen Neubau durch Julius Echter im Jahre 1588/1589 zurück. Aus dieser Bauphase blieb der Turm, der auf mittelalterlichen Grundmauern steht, erhalten. Seine ursprüngliche, typisch fränkische Spitzhaube (sogenannter Julius-Echter-Turm) wurde aber nach dem „Bäcker-Brand“ (1726) durch die heutige welsche Haube ersetzt. Das Langhaus ließ Fürstbischof Johann Philipp v. Greiffenclau im Jahr 1716 nach Plänen Joseph Greissings neu errichten. Die Erweiterung der Kirche zur jetzigen Größe erfolgte 1913 durch einen Querbau mit zwei Fensterachsen. Das Gotteshaus besitzt eine barocke Ausstattung, insbesondere das Gemälde im Hochaltar mit der Erweckung des Lazarus (17. Jahrhundert) und ein Altarblatt mit dem Martyrium des heiligen Laurentius, eine Leihgabe aus dem Dom St. Kilian in Würzburg. Der romanische Taufstein und die Renaissance-Kanzel mit Holz-Einlegearbeiten scheinen aus dem Vorgängerbau übernommen worden zu sein. In die Stuckdecke eingelassen ist ein Gemäldezyklus von 1913/14 mit Darstellungen aus der Bonifatiuslegende; diese Gemälde im Stil des Historismus stammen von Hans Bayerlein (Bamberg) und orientieren sich stark an den im Krieg zerstörten Fresken, die Professor Heinrich von Hess für die Münchner Abtei Sankt Bonifaz geschaffen hatte.

### Weitere Gebäude
- Fürstbischöfliche Zehntscheune: massiver Natursteinbau mit Treppengiebel, im Kern aus dem 17. Jahrhundert
- Ehemaliges Oberes Wirtshaus: repräsentativer Fachwerkbau von 1665 (Wappen des Fürstbischofs Johann Philipp von Schönborn); ehemals Poststation an der Landstraße Würzburg-Meiningen

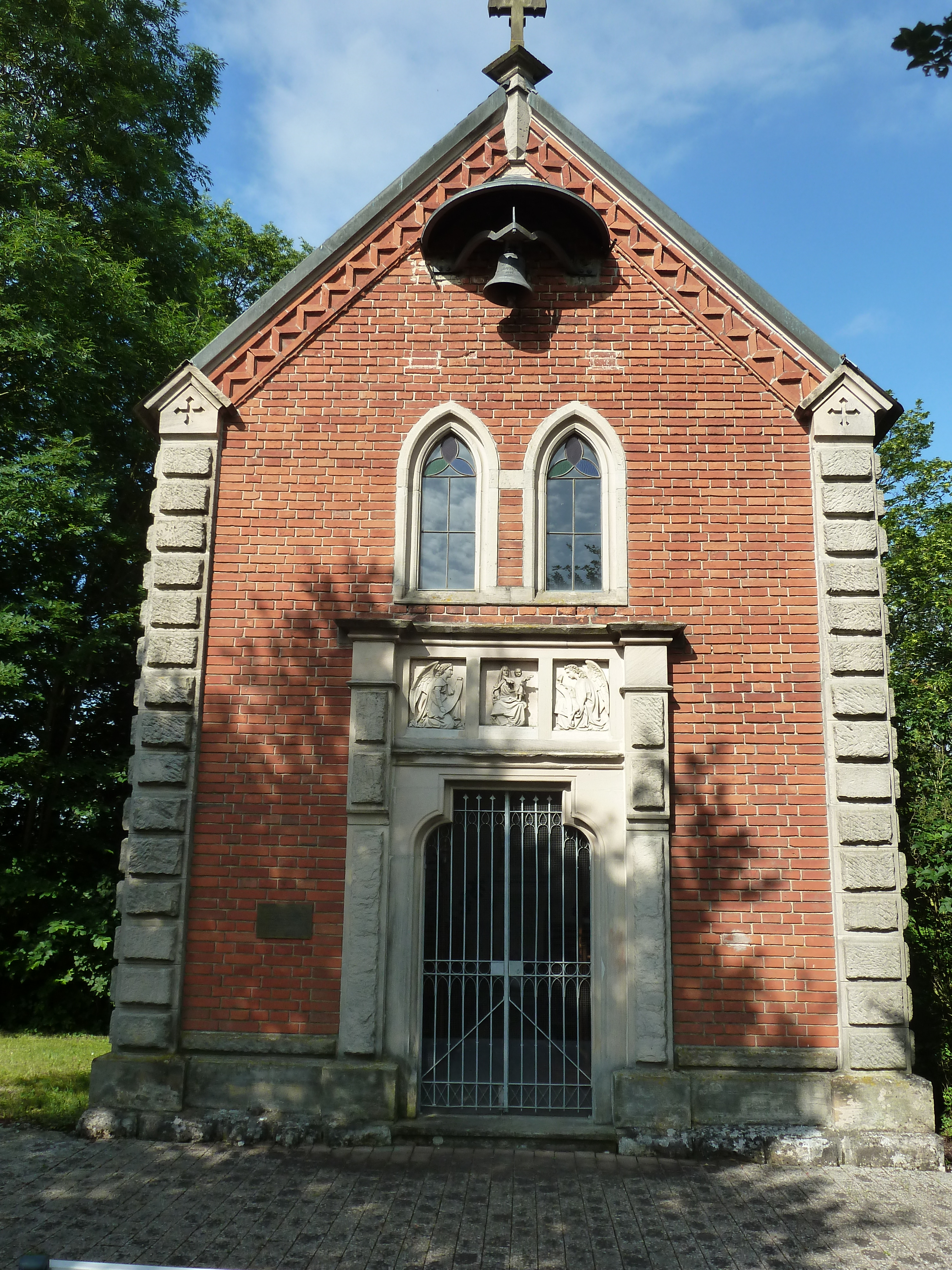
Die Marienkapelle (1878)

- Marienkapelle: neugotischer Bau von 1878 (Architekt: Andreas Lohrey); beherbergt eine Sandsteinplastik der Rosenkranzmadonna des Würzburger Bildhauers Schuler
- Ehemaliges Schloss der Freiherren von Münster, eingeschossiger Mansarddachbau, im Kern 16. Jahrhundert, mit Nebengebäuden

### Bildstöcke und Flurkreuze
In Dorf und Flur befinden sich zahlreiche Bildstöcke, Altäre und Hochkreuze aus Sandstein. Besonders hervorzuheben sind:
- Bildstock von 1718 mit der seltenen Darstellung der Bekehrung des Heiligen Paulus (Talweg)
- Friedrichsruh (Rannungen), Flurkreuz
- Rokoko-Prozessionsaltar von 1735 mit der Darstellung der Pietà und des Heiligen Markus vor der Zehntscheune
- Rokokobildstock von 1716 mit einer filigranen Darstellung der Vierzehn Nothelfer (Am Hock)
- Barocke Ölberggruppe, um 1780, aus Sandstein, an der Südfassade der Pfarrkirche

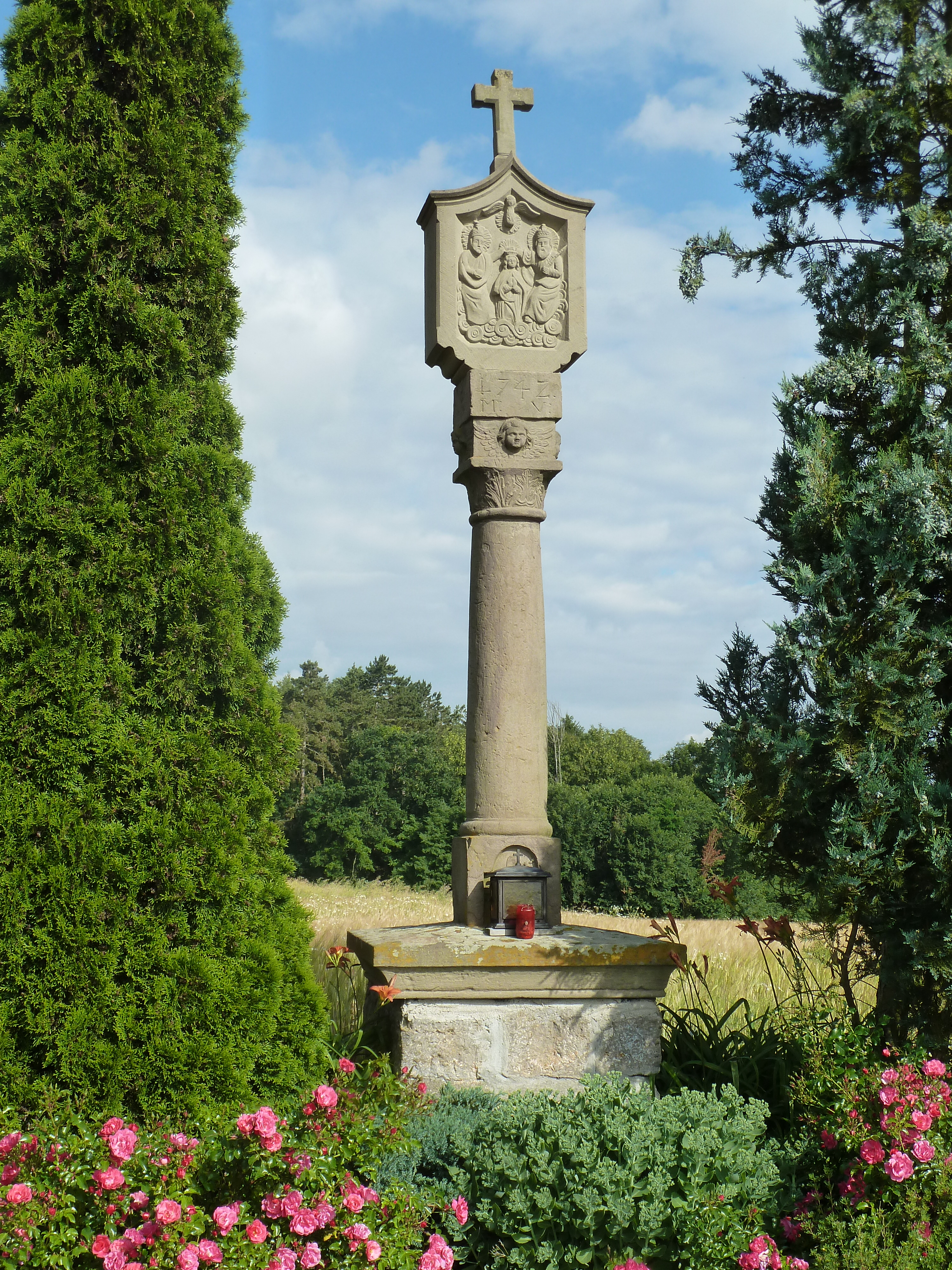
Bildstock am Mühlweg (1774)

### Plantanz
In Rannungen findet alle zehn Jahre zur Kirchweih ein mehrtägiges Planfest mit traditionellem Plantanz statt, das von einem eigens gegründeten Planverein durchgeführt wird. Der Ablauf auf dem „Plua“ (Dorfplatz) orientiert sich an einer seit 1780 überlieferten Tradition. Das letzte Planfest wurde im Herbst 2022 (im Rahmen der 1250-Jahr-Feier) abgehalten.

## Wirtschaft und Infrastruktur

### Arbeitsplätze und Landwirtschaft
2017 gab es in der Gemeinde 82 sozialversicherungspflichtige Arbeitsplätze. Von der Wohnbevölkerung standen 479 Personen in einem versicherungspflichtigen Beschäftigungsverhältnis. Damit war die Zahl der Auspendler um 397 Personen größer als die der Einpendler. Acht Einwohner waren arbeitslos. 2016 gab es 17 landwirtschaftliche Betriebe.

### Verkehr
Rannungen lag ursprünglich an einer wichtigen Nord-Süd-Verbindung, dem Rom-Pilgerweg des Mittelalters (vgl. Via Romea). Von Münnerstadt kommend, gelangte man durch das Rannunger Tal in den Ort und verließ ihn wieder in Richtung Maigraben/Holzhausen. Dieser uralte Weg fand seine Fortsetzung in der ursprünglichen Poststraße Würzburg–Meiningen, die durch Rannungen führte; für die Reisenden ließ der Fürstbischof 1665 die stattliche Poststation (ehemaliges Oberes Wirtshaus bzw. Gasthaus Zum Raben) errichten. Bei der Neutrassierung der Chaussee (ca. 1790) führte man die von Süden (Schweinfurt bzw. Geldersheim) kommenden Verkehrsströme dann allerdings an Rannungen vorbei über die spätere Schwarze Pfütze nach Münnerstadt. Dies wurde auch beim Bau der Nachfolgerin, der B 19 beibehalten.

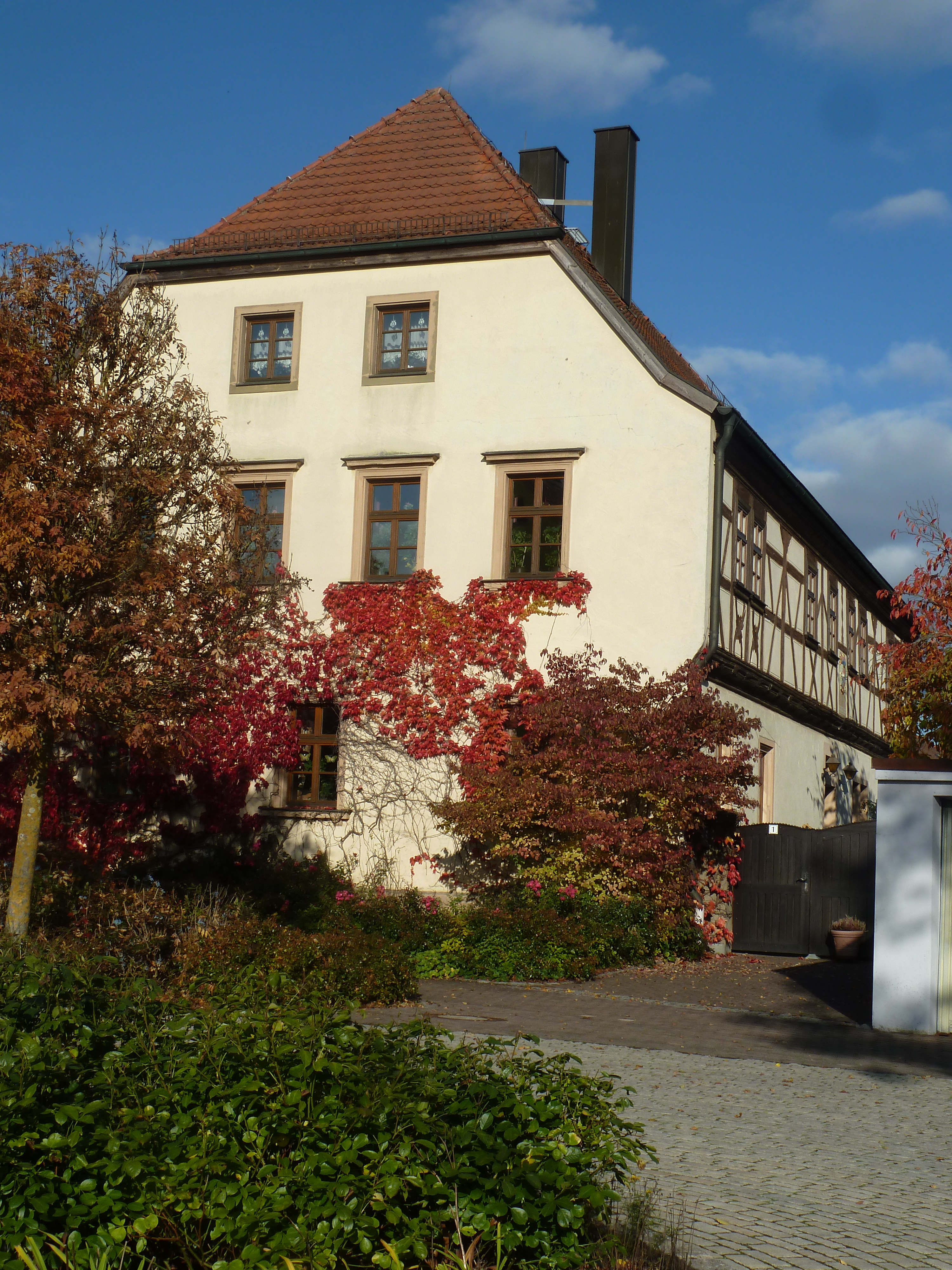
Die alte Posthalterei (1665)

Erst durch den Bau der A 71 (Schweinfurt–Erfurt) rückte Rannungen wieder etwas näher an den überregionalen Verkehrsfluss heran. Seit Ende des 19. Jahrhunderts besteht eine direkte Straßenverbindung nach Schweinfurt (heutige Kreisstraße). Öffentlicher Busverkehr mit Anschluss in die nächsten bedeutenderen Städte Schweinfurt, Bad Kissingen und Münnerstadt ist gegeben.
Die nächsten Bahnhöfe befinden sich in Rottershausen (Bahnstrecke Schweinfurt–Meiningen) und in Schweinfurt. Bis 1960 zweigte hier die Bahnstrecke Rottershausen–Stadtlauringen ab.

### Vereine
- Musikverein Rannungen
- TSV Rannungen
- Freiwillige Feuerwehr Rannungen
- Kindergartenverein St. Johannes
- Eigenheimer
- Planverein
- FC Bayern München Fan-Club Vor-Rhön ´81 e. V.

### Bildung
- Kindergarten „Gückernest“ (Träger: St.-Johannes-Zweigverein) mit 49 genehmigten Plätzen und 35 betreuten Kindern (Stand: 2018)
- Grund-, Haupt- und weiterführende Schulen sowie Einrichtungen der Erwachsenenbildung befinden sich im näheren Umkreis.

## Persönlichkeiten

### Ehrenbürger

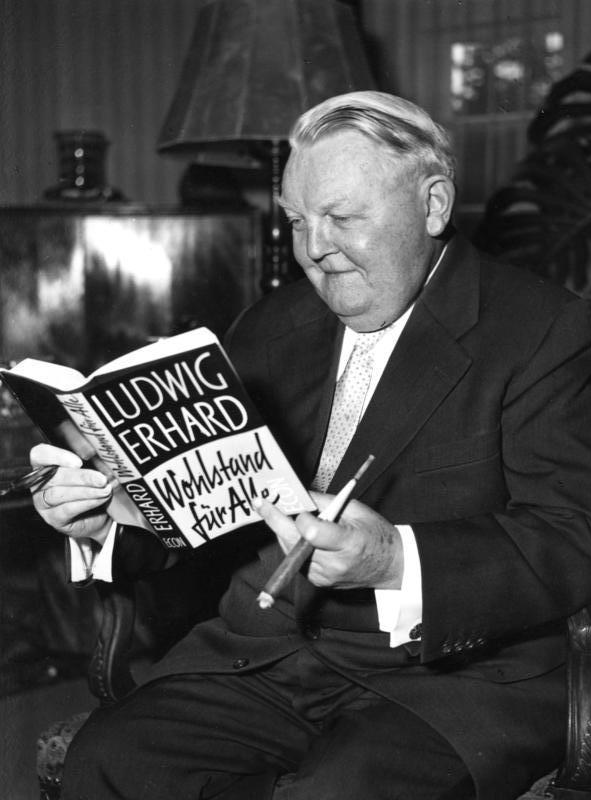
Ludwig Erhard

- Ludwig Erhard (1897–1977), Bundeswirtschaftsminister und deutscher Bundeskanzler von 1963–1966. Erhards Vater war ein gebürtiger Rannunger.
- Joseph Schmitt (1859–1922), Pfarrer in Rannungen. Er erweiterte im Jahre 1913 die Pfarrkirche um einen Querbau und ließ den Innenraum neu gestalten.
- Zita Zehner (1900–1978), Landtagsabgeordnete (CSU) von der 1. bis zur 6. Wahlperiode und Mitglied des Bayerischen Verfassungsgerichtshofs von 1959 bis 1974.[7]
- Leo Erhard (1932–2019), Altbürgermeister der Gemeinde Rannungen

### Söhne und Töchter der Gemeinde
- Michael Erhard (1773–1838), Domdechant des Domkapitels zu Würzburg

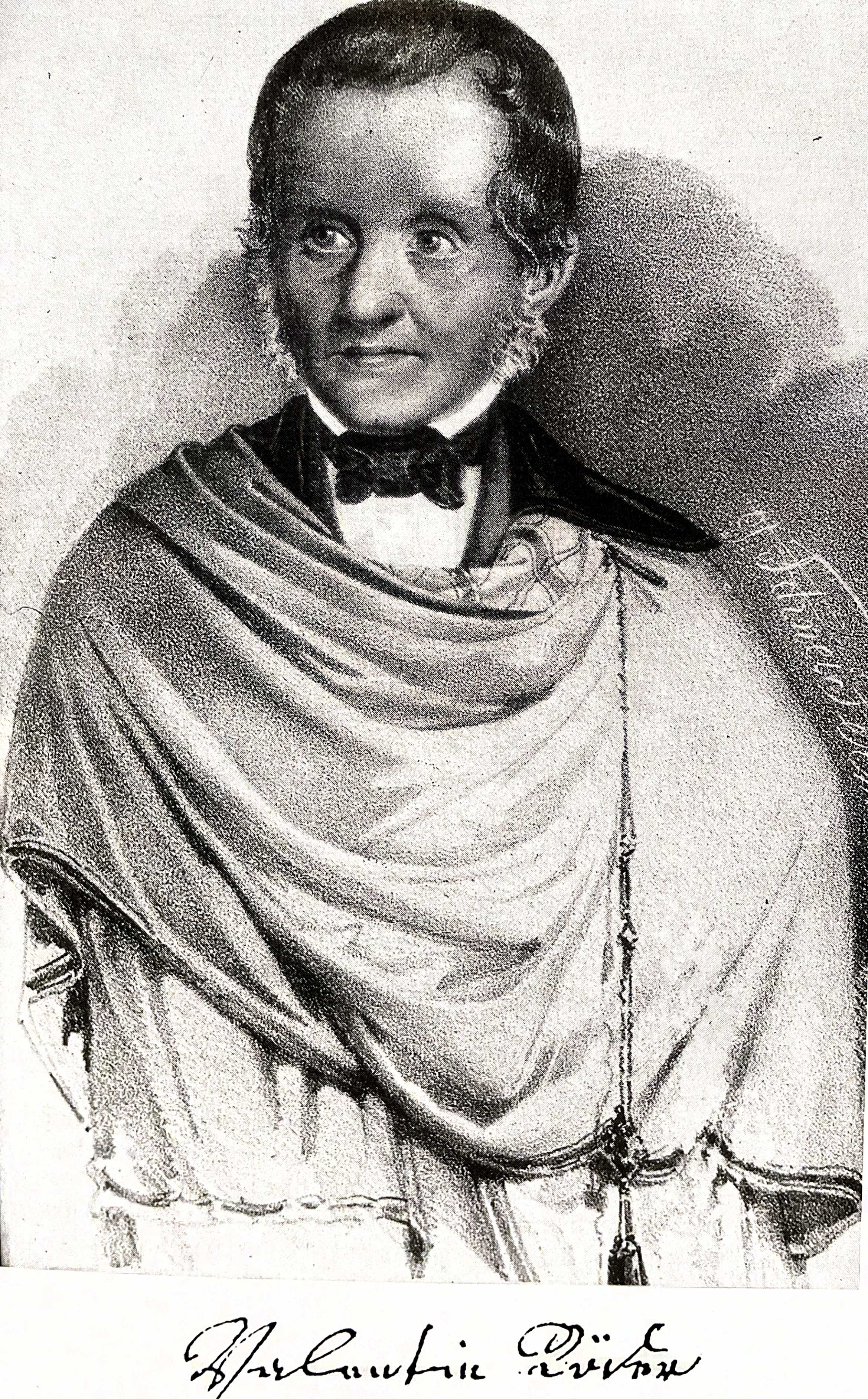
Georg Valentin Röder

- Georg Valentin Röder (1776–1848), Komponist und königlich bayerischer Hofmusikdirektor in München, Leiter der Stifts- und Kapellmusik in Altötting
- Zita Zehner (1900–1978), Politikerin und bayerische Landtagsabgeordnete von 1946 bis 1971
- Rudolf Weigand (1929–1998), Professor für Kirchenrecht in Würzburg, Regens des Priesterseminars